# Box-office France 1964

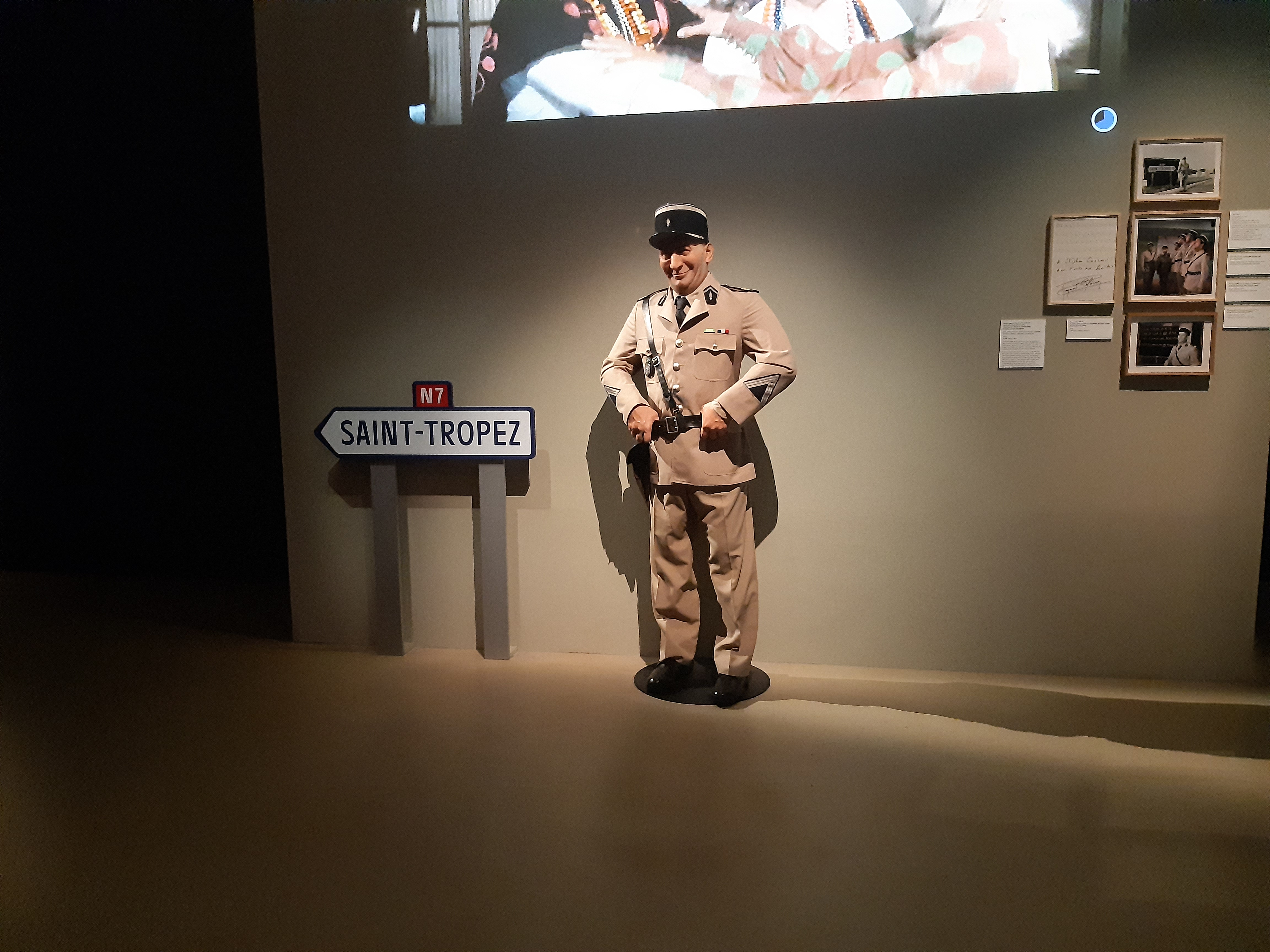
Le Gendarme de Saint-Tropez avec Louis de Funès, premier du box-office des films sortis en 1964, toutes exploitations confondues.

Cet article traite du box-office au cinéma de l'année 1964, en France.

## Les films de plus d'un million d'entrées
| Classement | Titre                             | Pays            | Réalisateur                                            | Box-office France |
| ---------- | --------------------------------- | --------------- | ------------------------------------------------------ | ----------------- |
| 1.         | Le Gendarme de Saint-Tropez       |                 | Jean Girault                                           | 7 809 334 entrées |
| 2.         | Merlin l'Enchanteur               |                 | Wolfgang Reitherman                                    | 6 133 628 entrées |
| 3.         | Bons Baisers de Russie            |                 | Terence Young                                          | 5 623 391 entrées |
| 4.         | L'Homme de Rio                    |                 | Philippe de Broca                                      | 4 800 626 entrées |
| 5.         | Fantomas                          | André Hunebelle | 4 492 419 entrées                                      |                   |
| 6.         | Le Train                          |                 | John Frankenheimer / Bernard Farrel                    | 3 488 567 entrées |
| 7.         | Cent Mille Dollars au soleil      |                 | Henri Verneuil                                         | 3 441 118 entrées |
| 8.         | My Fair Lady                      |                 | George Cukor                                           | 3 298 882 entrées |
| 9.         | Week-end à Zuydcoote              |                 | Henri Verneuil                                         | 3 154 140 entrées |
| 10.        | La Tulipe noire                   |                 | Christian-Jaque                                        | 3 107 512 entrées |
| 11.        | Angélique, marquise des anges     |                 | Bernard Borderie                                       | 2 958 684 entrées |
| 12.        | Banco à Bangkok pour OSS 117      |                 | André Hunebelle                                        | 2 934 442 entrées |
| 13.        | L'Âge ingrat                      |                 | Gilles Grangier                                        | 2 862 204 entrées |
| 14.        | Allez France !                    |                 | Robert Dhéry                                           | 2 612 535 entrées |
| 15.        | La Chute de l'Empire romain       |                 | Anthony Mann                                           | 2 468 665 entrées |
| 16.        | Les Barbouzes                     |                 | Georges Lautner                                        | 2 430 611 entrées |
| 17.        | Une ravissante idiote             |                 | Édouard Molinaro                                       | 2 186 603 entrées |
| 18.        | Le Plus Grand Cirque du monde     |                 | Henry Hathaway                                         | 2 031 227 entrées |
| 19.        | Échappement libre                 |                 | Jean Becker                                            | 2 007 088 entrées |
| 20.        | Faites sauter la banque !         |                 | Jean Girault                                           | 1 918 785 entrées |
| 21.        | Monsieur                          |                 | Jean-Paul Le Chanois                                   | 1 830 810 entrées |
| 22.        | Topkapi                           |                 | Jules Dassin                                           | 1 709 281 entrées |
| 23.        | Tintin et les Oranges bleues      |                 | Philippe Condroyer                                     | 1 684 854 entrées |
| 24.        | Le Grand McLintock                |                 | Andrew V. McLaglen                                     | 1 676 794 entrées |
| 25.        | La Chasse à l'homme               |                 | Édouard Molinaro                                       | 1 664 555 entrées |
| 26.        | Cherchez l'idole                  | Michel Boisrond | 1 602 426 entrées                                      |                   |
| 27.        | Coplan, agent secret FX 18        |                 | Maurice Cloche                                         | 1 579 603 entrées |
| 28.        | Le Fils de Spartacus              |                 | Sergio Corbucci                                        | 1 577 003 entrées |
| 29.        | Les Cheyennes                     |                 | John Ford                                              | 1 550 352 entrées |
| 30.        | Des pissenlits par la racine      |                 | Georges Lautner                                        | 1 517 887 entrées |
| 31.        | Les Félins                        |                 | René Clément                                           | 1 414 841 entrées |
| 32.        | Patate                            |                 | Robert Thomas                                          | 1 392 078 entrées |
| 33.        | Le Journal d'une femme de chambre | Luis Buñuel     | 1 389 101 entrées                                      |                   |
| 34.        | Les Gorilles                      |                 | Jean Girault                                           | 1 381 878 entrées |
| 35.        | Quatre du Texas                   |                 | Robert Aldrich                                         | 1 367 940 entrées |
| 36.        | Un monde fou, fou, fou, fou       |                 | Stanley Kramer                                         | 1 363 281 entrées |
| 37.        | Une souris chez les hommes        |                 | Jacques Poitrenaud                                     | 1 353 277 entrées |
| 38.        | Le Monocle rit jaune              |                 | Georges Lautner                                        | 1 345 696 entrées |
| 39.        | Becket                            |                 | Peter Glenville                                        | 1 321 213 entrées |
| 40.        | Les Parapluies de Cherbourg       |                 | Jacques Demy                                           | 1 274 958 entrées |
| 41.        | Le Tigre aime la chair fraîche    |                 | Claude Chabrol                                         | 1 242 601 entrées |
| 42.        | La Bonne Soupe                    |                 | Robert Thomas                                          | 1 172 598 entrées |
| 43.        | Mariage à l'italienne             |                 | Vittorio De Sica                                       | 1 162 929 entrées |
| 44.        | L'Incroyable Randonnée            |                 | Fletcher Markle                                        | 1 157 364 entrées |
| 45.        | Le Mercenaire de minuit           |                 | Richard Wilson                                         | 1 155 050 entrées |
| 46.        | Lucky Jo                          |                 | Michel Deville                                         | 1 101 846 entrées |
| 47.        | La Femme de paille                |                 | Basil Dearden                                          | 1 088 594 entrées |
| 48.        | Le Monde sans soleil              |                 | Jacques-Yves Cousteau / Simone Cousteau / Albert Falco | 1 086 696 entrées |
| 49.        | La Ronde                          |                 | Roger Vadim                                            | 1 077 882 entrées |
| 50.        | Les Trois Soldats de l'aventure   |                 | Michael Anderson                                       | 1 057 165 entrées |
| 51.        | La Charge de la huitième brigade  |                 | Raoul Walsh                                            | 1 037 484 entrées |
| 52.        | Le Repas des fauves               |                 | Christian-Jaque                                        | 1 027 149 entrées |
| 53.        | Gibraltar                         |                 | Pierre Gaspard-Huit                                    | 1 017 685 entrées |
| 54.        | La Dernière Bagarre               |                 | Ralph Nelson                                           | 1 005 139 entrées |

## Box-office par semaine
| #  | Semaine                           | Film no 1                     | Pays            | Entrées         |
| -- | --------------------------------- | ----------------------------- | --------------- | --------------- |
| 1  | 1er janvier au 7 janvier 1964     | La Cuisine au beurre          |                 | 370 312 entrées |
| 2  | 7 janvier au 14 janvier 1964      | La Cuisine au beurre          | 203 045 entrées |                 |
| 3  | 15 janvier au 21 janvier 1964     | La Cuisine au beurre          | 149 700 entrées |                 |
| 4  | 22 janvier au 28 janvier 1964     | La Grande Évasion             |                 | 158 746 entrées |
| 5  | 29 janvier au 4 février 1964      | La Grande Évasion             | 127 546 entrées |                 |
| 6  | 5 février au 11 février 1964      | Bébert et l'Omnibus           |                 | 174 517 entrées |
| 7  | 12 février au 18 février 1964     | La Cuisine au beurre          |                 | 173 778 entrées |
| 8  | 19 février au 25 février 1964     | La Cuisine au beurre          | 143 558 entrées |                 |
| 9  | 26 février au 3 mars 1964         | La Cuisine au beurre          | 121 480 entrées |                 |
| 10 | 4 mars au 10 mars 1964            | La Grande Évasion             |                 | 120 710 entrées |
| 11 | 11 mars au 17 mars 1964           | Les 55 Jours de Pékin         | 114 362 entrées |                 |
| 12 | 18 mars au 24 mars 1964           | L'Homme de Rio                |                 | 158 931 entrées |
| 13 | 25 mars au 31 mars 1964           | L'Homme de Rio                | 244 555 entrées |                 |
| 14 | 1er avril au 7 avril 1964         | L'Homme de Rio                | 253 103 entrées |                 |
| 15 | 8 avril au 14 avril 1964          | L'Homme de Rio                | 162 835 entrées |                 |
| 16 | 15 avril au 21 avril 1964         | L'Homme de Rio                | 172 569 entrées |                 |
| 17 | 22 avril au 28 avril 1964         | La Cuisine au beurre          | 141 109 entrées |                 |
| 18 | 29 avril au 5 mai 1964            | Cent Mille Dollars au soleil  | 326 008 entrées |                 |
| 19 | 6 mai au 12 mai 1964              | Cent Mille Dollars au soleil  | 247 194 entrées |                 |
| 20 | 13 mai au 19 mai 1964             | Cent Mille Dollars au soleil  | 189 090 entrées |                 |
| 21 | 20 mai au 26 mai 1964             | Cent Mille Dollars au soleil  | 124 989 entrées |                 |
| 22 | 27 mai au 2 juin 1964             | Monsieur                      |                 | 78 713 entrées  |
| 23 | 3 juin au 9 juin 1964             | Le Jour le plus long          |                 | 109 682 entrées |
| 24 | 10 juin au 16 juin 1964           | Banco à Bangkok pour OSS 117  |                 | 65 211 entrées  |
| 25 | 17 juin au 23 juin 1964           | Banco à Bangkok pour OSS 117  | 54 916 entrées  |                 |
| 26 | 24 juin au 30 juin 1964           | Banco à Bangkok pour OSS 117  | 46 979 entrées  |                 |
| 27 | 1er juillet au 7 juillet 1964     | Banco à Bangkok pour OSS 117  | 40 269 entrées  |                 |
| 28 | 8 juillet au 14 juillet 1964      | Banco à Bangkok pour OSS 117  | 57 228 entrées  |                 |
| 29 | 15 juillet au 21 juillet 1964     | Banco à Bangkok pour OSS 117  | 47 595 entrées  |                 |
| 30 | 22 juillet au 28 juillet 1964     | Cent Mille Dollars au soleil  | 38 080 entrées  |                 |
| 31 | 29 juillet au 4 août 1964         | La Grande Évasion             |                 | 32 595 entrées  |
| 32 | 5 août au 11 août 1964            | La Grande Évasion             | 58 358 entrées  |                 |
| 33 | 12 août au 18 août 1964           | Banco à Bangkok pour OSS 117  |                 | 92 338 entrées  |
| 34 | 19 août au 25 août 1964           | La Grande Évasion             |                 | 66 937 entrées  |
| 35 | 26 août au 1er septembre 1964     | La Cuisine au beurre          |                 | 59 411 entrées  |
| 36 | 2 septembre au 8 septembre 1964   | Échappement libre             |                 | 70 953 entrées  |
| 37 | 9 septembre au 15 septembre 1964  | Le Gendarme de Saint-Tropez   |                 | 66 278 entrées  |
| 38 | 16 septembre au 22 septembre 1964 | Banco à Bangkok pour OSS 117  | 110 124 entrées |                 |
| 39 | 23 septembre au 29 septembre 1964 | Bons Baisers de Russie        |                 | 105 107 entrées |
| 40 | 30 septembre au 6 octobre 1964    | Le Gendarme de Saint-Tropez   |                 | 125 363 entrées |
| 41 | 7 octobre au 13 octobre 1964      | Banco à Bangkok pour OSS 117  | 146 886 entrées |                 |
| 42 | 14 octobre au 20 octobre 1964     | Le Gendarme de Saint-Tropez   | 134 946 entrées |                 |
| 43 | 21 octobre au 27 octobre 1964     | Le Gendarme de Saint-Tropez   | 142 863 entrées |                 |
| 44 | 28 octobre au 3 novembre 1964     | Le Train                      |                 | 190 990 entrées |
| 45 | 4 novembre au 10 novembre 1964    | Le Gendarme de Saint-Tropez   |                 | 166 435 entrées |
| 46 | 11 novembre au 17 novembre 1964   | Fantomas                      | 351 446 entrées |                 |
| 47 | 18 novembre au 24 novembre 1964   | Fantomas                      | 221 987 entrées |                 |
| 48 | 25 novembre au 1er décembre 1964  | Le Gendarme de Saint-Tropez   | 164 247 entrées |                 |
| 49 | 2 décembre au 8 décembre 1964     | Fantomas                      | 132 514 entrées |                 |
| 50 | 9 décembre au 15 décembre 1964    | Le Gendarme de Saint-Tropez   | 97 768 entrées  |                 |
| 51 | 16 décembre au 22 décembre 1964   | Angélique, marquise des anges |                 | 120 171 entrées |
| 52 | 23 décembre au 29 décembre 1964   | L'Âge ingrat                  |                 | 456 466 entrées |